# Sotalia's
De sotalia's (Sotalia) zijn een geslacht uit de familie der dolfijnen. 

## Kenmerken
De sotalia's zijn vrij kleine, gedrongen dolfijnensoorten, die maximaal 190 centimeter lang worden. Qua uiterlijk lijken de soorten veel op een kleine tuimelaar. De snuit is vrij lang, de borstvinnen groot en lepelvormig en de rugvin klein en driehoekig. 

## Leefwijze
Het zijn sociale dieren, die voornamelijk in kleine familiegroepjes leven. De prooi bestaat uit vissen als meervallen en ongewervelden als inktvissen. Om zijn prooi te grijpen zijn de kaken voorzien van scherpe, dolkachtige tanden. De sotalia's kauwen op hun prooidieren.

## Verspreiding
Het zijn kleine, lichtgekleurde dolfijnen met een opvallende spitse snuit (overigens een kenmerk van alle in zoet water levende walvisachtigen), die in de grotere rivieren en de kusten van het noordoostelijk deel van Latijns-Amerika voorkomen. 

## Bescherming
Sotalia's worden vrij zelden gehouden in dolfinaria.

## Soorten
Er zijn twee soorten: de mariene (Sotalia guianensis) en de enkel in rivieren voorkomende tucuxi of amazonedolfijn (Sotalia fluviatilis). De amazonedolfijn is de enige walvisachtige, niet behorende tot de rivierdolfijnen, die uitsluitend in zoet water leeft.

## Taxonomie
Veel wetenschappers erkennen slechts één soort, Sotalia fluviatilis. Zij zien de twee soorten als verschillende ecotypes van dezelfde soort. Genetische analyse heeft echter aangetoond dat de populaties in de Amazone voldoende van de populaties in de kustwateren verschillen om tot aparte soorten te behoren.
- Sotalia
  - Sotalia fluviatilis (Tucuxi of Amazonedolfijn) - het riviersysteem van de Amazone, landinwaarts tot in Ecuador, Colombia en Peru. De populatie sotalia's in het riviersysteem van de Orinoco wordt over het algemeen ook aan deze soort toegekend, maar verder onderzoek moet dit nog bevestigen.
  - Sotalia guianensis (Guianadolfijn) - tropische kust van de Westelijke Atlantische Oceaan, van Honduras en Panama tot Zuid-Brazilië, tevens in de monding van de Amazone

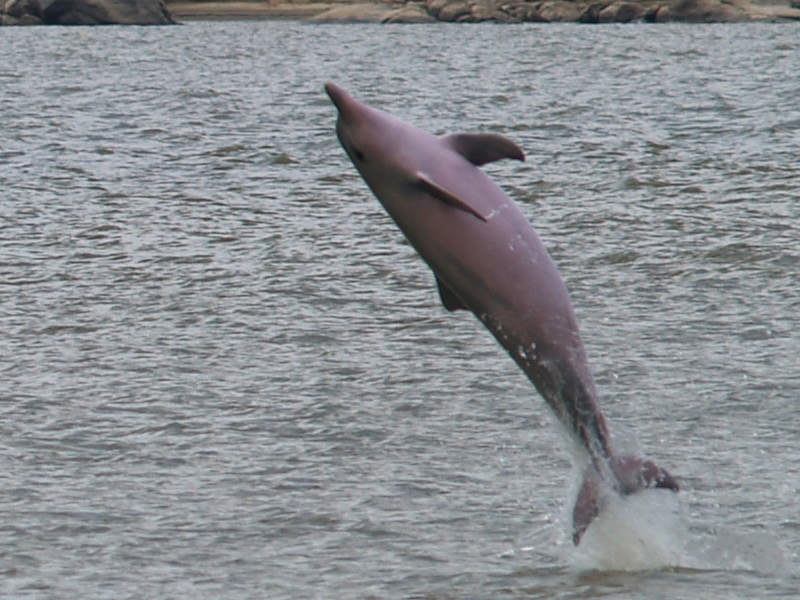
Sotalia in de rivier de Orinoco